# Bataille de Tuthill (1401)
Pour l’article homonyme, voir Bataille de Tuthill (1461).
Révolte des Gallois
Batailles
La bataille de Tuthill eut lieu le 2 novembre 1401, près de Caernarfon (Gwynedd), au Pays de Galles. La bataille eut lieu entre les forces du chef rebelle gallois Owain Glyndŵr et l'armée anglaise du roi Henri IV. Elle s'inscrit dans la révolte des Gallois.

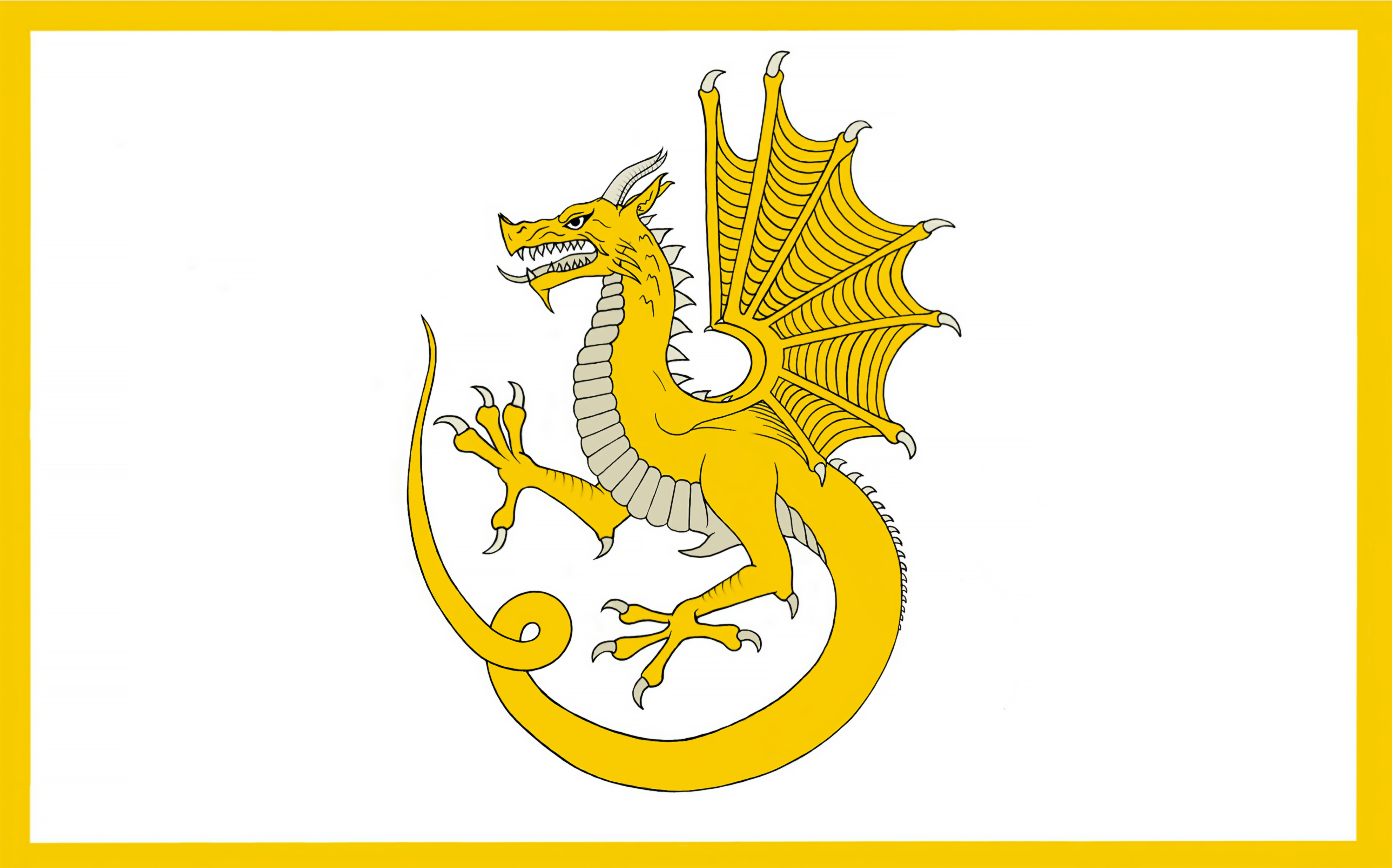
Le blason porté par Owain Glyndŵr lors de la bataille.

Le succès de Glyndŵr à la bataille de Mynydd Hyddgen en juin précédent l'avait incité à reprendre sa révolte dans le Gwynedd après sa première campagne en septembre 1400. Glyndŵr aurait inscrit dans ses armoiries personnelles un dragon d'or sur fond blanc, se comparant ainsi à Uther Pendragon et se réclamant son héritier.
Peu d'informations subsistent sur le combat, qui s'achève de manière indécise ; 300 Gallois avaient été tués mais Glyndŵr attaqua immédiatement le château de Caernarfon.